# Achille parmi les filles de Lycomède
 (décembre 2024).
Achille parmi les filles de Lycomède est un tableau du peintre français Adrien Dassier réalisé entre 1660 et 1670. Il représente la scène où Ulysse vient chercher Achille à la cour de Lycomède roi de Skýros, pour qu'il participe à la guerre de Troie, sa présence étant requise pour la victoire.

## Le sujet
Adrien Dassier illustre un épisode du mythe d'Achille : afin de déjouer la prédiction qui annonçait que son fils Achille mourrait à Troie, la nymphe Thétis l'envoie vivre à la cour de Lycomède, roi de Skýros, déguisé en femme (sous l'identité d'une des filles du roi ou en dame d'honneur). Achille y a une liaison avec Déidamie une des filles de Lycomède, et ils ont un fils, Néoptolème. Mais une autre prédiction indiquant que la guerre de Troie ne serait pas gagnée sans Achille, Ulysse et d'autres chefs achéens se rendent à Skýros : Ulysse démasque Achille en offrant des parures et des instruments de musique, ainsi que des armes, aux filles du roi, puis en faisant imiter à ses compagnons les bruits d'une attaque ennemie sur l'île, ce qui incite Achille à se révéler en saisissant une arme pour riposter.

## Description
Le peintre s’est inspiré d’un tableau reproduisant la même scène peint en 1656 par le peintre Nicolas Poussin, ainsi que de la gravure exécutée par Pietro del Po d’après le tableau de Poussin, puisque sa composition est inversée. Il apporte quelques variantes minimes aux personnages (surtout à celui d’Achille), il change le format et donne une place beaucoup plus importante au paysage et à l’architecture orientant ainsi l’œuvre dans un sens plus décoratif. L’inspiration de Nicolas Poussin chez Adrien Dassier est très forte car il va même jusqu’à recopier un tableau du peintre, en prenant le même sujet, tableau conservé au musée de Boston (Achille à Skýros ou Achille parmi les filles de Lycomède).
S’il ne maîtrise pas comme Poussin l’expression des visages, il fait preuve d’un réel sens du dessin, d’une grande délicatesse dans l’emploi des couleurs et sait garder l’ampleur et la majesté des rythmes. L’acquisition du tableau est une étape essentielle dans la redécouverte de l’artiste : c’est sa seule œuvre profane connue et aussi son plus grand chef-d’œuvre : c’est une toile ambitieuse, très aboutie et une sorte de paraphrase avec le tableau de Nicolas Poussin, et elle témoigne de l’influence du grand maître sur les provinciaux.
En choisissant exactement le même sujet, Dassier va même jusqu’à reproduire le même nombre de personnage de la scène, qui sont au nombre de six. Il reprend le même code de couleur que Poussin avec le rouge pour Achille qui représente la violence et la passion du demi-dieu, mais utilise des couleurs moins vives que son prédécesseur. Il va même jusqu’à recréer le même arrière-plan, en le nourrissant cependant de plus de détails et en approfondissant l’importance de la perspective dans son œuvre. Il inverse la place des hommes présents sur le tableau, ce qui accentue l’importance du héros qui apparaît plus détaché du reste du groupe.

## Composition
Le rouge du fourreau de l'épée dont s'empare Achille symbolise la passion, le sang des combats, trahissant ce héros toujours accompagné de récits de victoires sanglantes. Le mouvement de recul de l'une des filles de Lycomède renforce l'aura de puissance qui entoure le héros. Les colonnes ioniennes qui soutiennent le bâtiment à l'arrière-plan symbolisent la droiture et la force pérenne de la civilisation grecque. La statue grecque est aussi un hommage à cet ancien empire, preuve d'une influence forte de l'antiquité sur les artistes du classicisme français.

## Historique de l'œuvre
Le tableau a été vendu à Versailles le 3 mars 1985 au Palais des congrès de Paris ; il a été donné au Musée des Beaux-Arts de Lyon en 1995, après avoir été restauré la même année par Colette Vicat-blanc, par l’Association des Amis du musée,. Jusqu’alors le musée ne possédait qu’une seule toile de Dassier représentant Le Songe de Jacob, acquise en 1982.